# Perrierina insulana
Perrierina insulana är en musselart som beskrevs av Powell 1933. Perrierina insulana ingår i släktet Perrierina och familjen Cyamiidae. Inga underarter finns listade i Catalogue of Life.